# 德氏鬍鯰
德氏鬍鯰，為輻鰭魚綱鯰形目塘虱魚科的其中一種，分布於非洲剛果河流域，本魚頭部呈橢圓形;吻大致圓形，胸鰭棘短而直，具有較強的向下鋸齒外側，背鰭軟條69-80枚;臀鰭軟條59-64枚，體長可達18.5公分，棲息在底層水域。

## 扩展阅读
維基物種上的相關：德氏鬍鯰